# 清原大貴
清原 大貴（きよはら だいき、1989年6月11日 - ）は、茨城県龍ケ崎市出身の元プロ野球選手（投手）。
中学校時代の同級生にはフリークライマーの野口啓代がいる。

## 経歴

### プロ入り前
小学校3年時に竜ケ崎リトルで野球を始める。
中学生（竜ヶ崎シニア）時代には投手として関東シニア三羽烏と呼ばれるまで成長し、卒業後は2学年上の兄を追い常総学院高校へ進学。下級生の時は主に三塁手として主軸を打ち、2年春に投手に転向。同年夏に投手兼内野手として第88回全国高等学校野球選手権大会に出場し、初戦の対今治西戦で代打として安打を放ちリリーフとして好投するも敗北。エースとなった3年時には部内暴力や野球特待生問題で約半年間の活動停止処分を受けながらも、処分明けの練習試合では強豪校相手に6試合連続完封勝利を収め、プロ注目の選手として名が挙がるようになる。第89回全国高等学校野球選手権大会に出場。初戦の対京都外大西戦で相手打線を9回まで1安打無失点と完璧に抑えたものの打線の援護がなく、延長12回165球を1人で投げ抜いたが敗戦した。

### 阪神時代
2007年のドラフト会議で、阪神タイガースから3位指名を受けて入団。入団当初の背番号は65であった。
プロ初年度の春季キャンプでは、当時監督の岡田彰布ら一軍首脳陣からの高い評価を受け、高卒ルーキーとしては異例の一・二軍入れ替えの紅白戦に抜擢され、1回を1安打で抑え存在をアピールした。その後のオープン戦でも結果を残し二軍ながらルーキーでの開幕ローテーションが期待されたが、開幕直前にインフルエンザを発症。首脳陣の調整面での考慮もあり初登板は5月まで延びてしまった。その後は、ウエスタン・リーグ公式戦12試合に登板し、勝敗やセーブは付かなかったが安定した投球をする。シーズン終了後には、ルーキーながらハワイのウィンターリーグに派遣された。
2009年には、春季キャンプの序盤に肩板断裂・棘上筋断裂というケガに見舞われリハビリを余儀なくされた。8月4日に実戦へ復帰すると、ウエスタン・リーグ公式戦12試合に中継ぎとして登板。防御率は4.26で、投球回数を上回る奪三振を挙げたことから、奪三振率は9.95に達した。しかし、慢性的なチームの投手不足のため、リハビリ明けでの連投によって8月23日の試合で右肩痛を再発。翌年8月末に復帰するまでリハビリを続けた。
2010年のシーズンは大半をリハビリに費やしたが後半戦で復帰。シーズン終了後には、台湾で開催された第17回IBAFインターコンチネンタルカップの日本代表に選出。大会ではセットアッパーとして4試合で5回2/3を投げるともに、被安打1、与四球1、奪三振9、自責点0、2勝0敗という好成績を残した。
前述の故障などを踏まえてリハビリ中に肉体改造に着手し、トレーニングにより体重を15 kg近く増加させたのが投球にも好循環が生まれ、二軍では、シーズンを通じて先発陣の一角を担い続けるとともに、年間成績4勝4敗ながら防御率2.24を記録し月間MVP2度、タイガースのファーム年間優秀選手賞を獲得。10月23日の対広島戦（MAZDA Zoom-Zoom スタジアム広島）で一軍初登板・初先発。5回を被安打5の1失点と好投したが、打線の援護に恵まれなかったため、0-1のスコアにより敗戦投手になった。シーズンの終了後には、自身3度目の海外派遣として、オーストラリアのウィンターリーグに参加している。
2012年には、背番号を小山正明が現役時代に付けていた47に変更するなど、若手の出世株として期待された。オープン戦期間中のインフルエンザ発症などもあり出遅れたが、シーズン途中からファームのローテーションに入り、8月にはウエスタン・リーグ公式戦で2試合連続完投勝利（2試合目は完封）を記録したが、完封から次の登板試合で左脇腹を傷めて交代し、次週の昇格も見送られ一軍公式戦への登板機会を逃した。
2013年には、前年までファームの先発ローテーションを守り続けていたが一軍での登板機会を求めリリーフに転向。ファームのオープン戦で好投を続け、そのまま一軍へ合流したが、一軍のオープン戦で登板機会がないまま、開幕を二軍で迎えた。5月15日には、一軍の救援陣を担っていたベテランの福原忍が腰の張りを訴えたことから、福原に代わって2年振りの一軍登録。前日のウエスタン・リーグ公式戦で3イニングをパーフェクトに抑えたばかりだったが、当日の対オリックス・バファローズ戦（阪神甲子園球場）に救援で2年振りに一軍登板を果たすと、李大浩や糸井嘉男などの強打者を並べた打線を相手に2イニングを無失点に抑えた。しかし、以降は登板機会のないまま、6月6日に登録を抹消された。7月4日に再び出場選手登録されたが、これは球団側の手違いによって、本来登録させる予定だった清水誉（捕手）を誤って清原と申請したものだった。清原は急遽一軍の練習に合流したものの、一軍公式戦への登板機会がないまま、翌5日にいったん登録を抹消。同月26日に再登録を果たすと、同28日のDeNA戦で敗戦処理として登板した際には、奇しくも前回誤って登録され損ねた清水とバッテリーを組むこととなった。結局救援投手として一軍公式戦2試合に登板し好投したが、登板機会にも恵まれずチームのCS争い、ベテラン安藤優也の復帰もあり登録を抹消。その後も、ウエスタン・リーグの公式戦では、主にセットアッパーとして好投を続けた。故障後になかなか戻らなかった球速もシーズン後半には常時140 km/h中盤まで戻り、確かな手応えを掴み、来シーズンに期待する若手の筆頭だったが、10月1日に球団から戦力外通告を受けた。持病の肩の故障もありながらも人間性を評価され、球団職員や打撃投手への転身を打診されたが、このオファーを断り、第1回12球団合同トライアウトに参加したが、獲得する球団はなかった。

### 阪神退団後
阪神退団後も社会人野球の練習に加わるなど模索したが、熟慮の末に自身の怪我の経験や治療に携わってくれたトレーナーの大切さを考え、治療の国家資格である柔道整復師の資格取得を目指すことにした。2014年からは大阪府内に住所を移し近畿医療専門学校に通いながら、プロ野球選手としては不完全燃焼だった自らの技術や経験などを伝えようと考え、プロ野球選手を目指す子どもたちに野球教室などを開催したりするなど第二の人生を歩むことになった。
2017年には近畿医療専門学校を卒業、国家試験も合格。同年にプロアマ資格も取得し、阪神時代に師弟関係にあった湯舟敏郎の母校である興國高等学校で野球部のコーチをしている。

## プレースタイル
最速149 km/hの速球と切れ味鋭いスライダーが持ち味。その他にもカーブ、フォーク、シュート、チェンジアップと球種が豊富。先発タイプだが中継ぎもでき、フィールディングもよいオールマイティな投手。
常総学院時代は1年秋からサードのレギュラーを取り打線の中軸を任されるほど打撃もよい。

## 詳細情報

### 年度別投手成績
| 年 度     | 球 団     | 登 板 | 先 発 | 完 投 | 完 封 | 無 四 球 | 勝 利 | 敗 戦 | セ 丨 ブ | ホ 丨 ル ド | 勝 率 | 打 者 | 投 球 回 | 被 安 打 | 被 本 塁 打 | 与 四 球 | 敬 遠 | 与 死 球 | 奪 三 振 | 暴 投 | ボ 丨 ク | 失 点 | 自 責 点 | 防 御 率 | W H I P |
| --------- | --------- | ----- | ----- | ----- | ----- | -------- | ----- | ----- | -------- | ----------- | ----- | ----- | -------- | -------- | ----------- | -------- | ----- | -------- | -------- | ----- | -------- | ----- | -------- | -------- | ------- |
| 2011      | 阪神      | 1     | 1     | 0     | 0     | 0        | 0     | 1     | 0        | 0           | .000  | 21    | 5.0      | 5        | 0           | 0        | 0     | 0        | 1        | 0     | 0        | 1     | 1        | 1.80     | 1.00    |
| 2013      | 阪神      | 3     | 0     | 0     | 0     | 0        | 0     | 0     | 0        | 0           | ----  | 21    | 4.0      | 7        | 0           | 2        | 0     | 0        | 3        | 0     | 0        | 2     | 2        | 4.50     | 2.25    |
| 通算：2年 | 通算：2年 | 4     | 1     | 0     | 0     | 0        | 0     | 1     | 0        | 0           | .000  | 42    | 9.0      | 12       | 0           | 2        | 0     | 0        | 4        | 0     | 0        | 3     | 3        | 3.00     | 1.56    |

### 表彰
- ファーム月間MVP：2回（2011年6月、2011年8月）

### 記録
- 初登板・初先発：2011年10月23日、対広島東洋カープ23回戦（MAZDA Zoom-Zoom スタジアム広島）、5回1失点で敗戦投手
- 初奪三振：同上、4回裏に松山竜平から空振り三振

### 代表歴
- U-26日本代表（第17回IBAFインターコンチネンタルカップ）

### 背番号
- 65 （2008年 - 2011年）
- 47 （2012年 - 2013年）

### 登場曲
- 「For today」絢香（2008年 - 2009年）
- 「Higher」lecca（2010年 - 2013年）